# Passatge d'Antoni Gassol
El passatge d'Antoni Gassol és un carreró al barri de la Verneda de Sant Martí de Barcelona. Està conformat per un conjunt de casetes.

## La dedicació
El passatge d'Antoni Gassol està dedicat a Antoni Gassol i Civit un indià que va fer fortuna a Cuba amb el negoci tèxtil a finals del segle XIX (el magatzem de productes tèxtils Los Encantos de La Habana) Un cop tornat a Catalunya, va invertir a fàbriques de gèneres de punt. Cap a principis de la dècada dels anys 20 del segle XX es convertiria en una de les figures més poderoses d'aquest sector de la indústria del nostre país.

## Localització
El passatge està situat a Barcelona entre el carrer d'Andrade i el del Concili de Trento (amb entrada i sortida pels carrers de Bac de Roda i d'Espronceda) Connecta per tant els jardins del Clot de la Mel i el Parc de la Infància (respectivament als barris del Clot i de Sant Martí de Provençals).
Aquest sector havia format part de l'antiga heretat anomenada “Manso Serra”.
Al 1918 Antoni Gassol i Civit amb Vicenç Montal i Comellas van comprar aquests terrenys per edificar habitatges pels treballadors de les seves fàbriques. Vicenç Montal també donà nom a un altre passatge avui desaparegut situat a l'illa entre la Gran Via i el carrer d'Andrade.

## Valor arquitectònic i històric
Actualment, aquests habitatges ostenten la declaració de conjunt històric, cosa que protegeix la seva conservació.
Excepte els metres més propers al carrer d'Espronceda (de construccions molt posteriors) tot el passatge està format per un conjunt d´habitatges seriats de planta baixa construïts entre el 1911 i el 1929 a banda i banda del carrer. Es tracta d'habitatges modestos destinats als treballadors de les fàbriques d'Antoni Gassol.
El conjunt és obra de l'arquitecte Manuel Puig Janer que va ser arquitecte municipal de L'Hospitalet de Llobregat i compta amb nombroses obres en aquell municipi, algunes desaparegudes i d'altres encara existents com l'església de Santa Eulàlia de Mèrida o la restauració de l'ermita de Santa Maria de Bellvitge).
Aquest conjunt de casetes es basa en l'estil de les cases de cos arquetípic en la Catalunya masovera i industrial dels segles XVIII i XIX: habitatges entre mitgeres, de planta baixa, terrat i patis allargats al darrere on llavors es conreaven petits horts. Destaquen les façanes dominades per un portal central flanquejat per dos finestrals de reixa de forja. Estèticament, els diferents ornaments que s'hi poden observar delaten les línies bàsiques del modernisme més popular i pragmàtic, l'estil característic a l'època.
La reforma efectuada al 2021 suprimí les voreres, l'aparcament de vehicles i el va deixar com a via per a vianants. L’actuació d'urbanització del passatge incorpora també un element de memòria històrica, una placa metàl·lica que permet accedir a un espai web on descobrir el passat d’aquest característic carrer, considerat conjunt històric protegit del barri.